# Andreu López Blasco
Andreu López Blasco (Godella, Valencia, 1939-Bétera, Valencia, 18 de diciembre de 2024) fue un sociólogo y político español, conseller de Cultura, Educación y Ciencia en la Comunidad Valenciana.

## Biografía
Andreu nació en la localidad valenciana de Godella.  Fue seminarista y aunque se ordenó sacerdote católico, nunca vistió la sotana. Tras dar clases de Formación del Espíritu Nacional y de Educación Física en el seminario de Moncada, se trasladó a Alemania donde se doctoró en Sociología. Allí trabajó durante quince años en las Universidades de Múnich y Maguncia, como investigador asociado, especializándose en los movimientos migratorios, los medios de comunicación social, la infancia y la juventud.En el país germánico conoció a la que sería su mujer, y con la que tuvo dos hijos.
En 1982 regresó a Godella, donde comenzó su carrera política afiliándose al Partido Socialista del País Valenciano. Simultáneamente obtuvo por oposición la dirección adjunta del Instituto Alfonso El Magnánimo, donde vivió una de las etapas más brillantes de esa institución.
Joan Lerma, en su tercer gobierno autonómico le nombró Conseller de Cultura de la Generalidad Valenciana (1991-1993). Durante su mandato impulsó la lengua y cultura valencianas, defendió el uso de la radio y la televisión pública valenciana, y fortaleció diversas iniciativas culturales, como la Escola Valenciana.
Andreu falleció en su domicilio de la localidad valenciana de Bétera, la noche del 18 de diciembre de 2024.